# Утянас
Утянас (лит. Utenas) — небольшое озеро в восточной части Литвы, расположенное на территории Аукштайтского национального парка.
Находится на востоке Утенского района в 25 километрах к юго-востоку от Утены. Лежит на высоте 147,1 метров. Длина озера 3,7 км, ширина до 0,94 км. Площадь водной поверхности — 1,96 км². Средняя глубина 8,41 м, максимальная — 21. На озере есть два острова (площадью 0,53 га и 0,14 га). Берега высокие, песчаные, местами крутые. Длина береговой линии — около 8 км. Площадь бассейна озера составляет 118 км². На берегу Утеноса расположены сёла Минчякампис и Рукштялишкес.